# Bayet
Bayet è un comune francese di 680 abitanti situato nel dipartimento dell'Allier della regione dell'Alvernia-Rodano-Alpi.
Dal 2010 ospita sul suo territorio una grande centrale termoelettrica con tecnologia turbogas, costruita dall'italiana Ansaldo Energia, che costituisce il primo impianto francese di tale tipologia.

## Società

### Evoluzione demografica
Abitanti censiti